# Dope Don't Sell Itself
Dope Don't Sell Itself è il settimo album in studio del rapper statunitense 2 Chainz, pubblicato il 4 febbraio del 2022.

## Tracce
1. Bet It Back – 2:57
2. Pop Music (featuring Moneybagg Yo and BeatKing) – 2:06
3. Kingpen Ghostwriter (featuring Lil Baby) – 2:22
4. Outstanding (featuring Roddy Ricch) – 2:55
5. Neighbors Know My Name – 1:44
6. Million Dollars Worth of Game (featuring 42 Dugg) – 2:40
7. Free B.G. – 1:44
8. 10 Bracelets (featuring YoungBoy Never Broke Again) – 3:09
9. Lost Kings (featuring Lil Durk and Sleepy Rose) – 2:37
10. Caymans (featuring Swae Lee) – 3:13
11. Vlad TV (featuring Stove God Cooks, Symba, and Major Myjah) – 4:27
12. If You Want Me To (featuring Jacquees) – 2:38